# Alice Notley
Alice Notley (* 8. November 1945 in Bisbee, USA; † 19. Mai 2025 in Paris) war eine US-amerikanische Dichterin.

## Leben
Notley wuchs in Needles in Kalifornien auf, bevor sie zum Studium nach New York City ging. Dort schloss sie 1967 am Barnard College mit dem Bachelorexamen ab. 1969 errang sie den Titel MFA, Master of Fine Arts im Iowa Writer’s Workshop der University of Iowa. 1972 heiratete sie den Dichter Ted Berrigan. Das Paar hatte zwei Söhne und siedelte sich in Chicago, Illinois an. Dort gehörten sie zur Dichterszene der Stadt, bevor sie in die Lower East Side von Manhattan in die dortige Dichterszene aufgenommen wurden. Mit ihren zwei Söhnen blieb sie in Manhattan, nachdem ihr Mann 1983 verstorben war, und veröffentlichte weiterhin ihre Gedichte.
Mit ihrem zweiten Mann, dem britischen Dichter Douglas Oliver, zog sie 1992 nach Paris, von wo sie mehrfach im Jahr in die USA reiste, um dort Dichterlesungen oder Schreibkurse abzuhalten. Sie lebte in Paris, wo sie am 19. Mai 2025 starb.

## Preise und Auszeichnungen
- 1997: Stipendium der Foundation for Contemporary Arts.
- 1998: Los Angeles Times Book Prize für Poesie, für Mysteries of Small Houses.
- Preis der American Academy of Arts and Letters.
- Shelley Memorial Award der Poetry Society of America.
- 2002: Griffin Poetry Prize in der Kategorie International für Disobedience.
- 2007: Leonore Marshall Poetry Prize für Grave of Light: New and Selected Poems 1970–2005.

## Veröffentlichungen
- Meeting House Lane. 1971.
- Waltzing Matilda. Kulchur Foundation, New York City 1981, ISBN 0-93653804X.
- Mysteries of Small Houses. 1998.
- Disobedience. 2001.
- Grave of Light: New and Selected Poems 1970–2005. 2006.
- Songs and Stories of Ghouls. 2012.

Sonstiges:
- 2000: Einführung zu Ted Berrigan: The Sonnets, Penguin.
- 2005: zusammen mit ihren Söhnen Anselm Berrigan und Edmund Berrigan: The Collected Poems of Ted Berrigan. University of California Press, 2005.